# Declaração de Welles

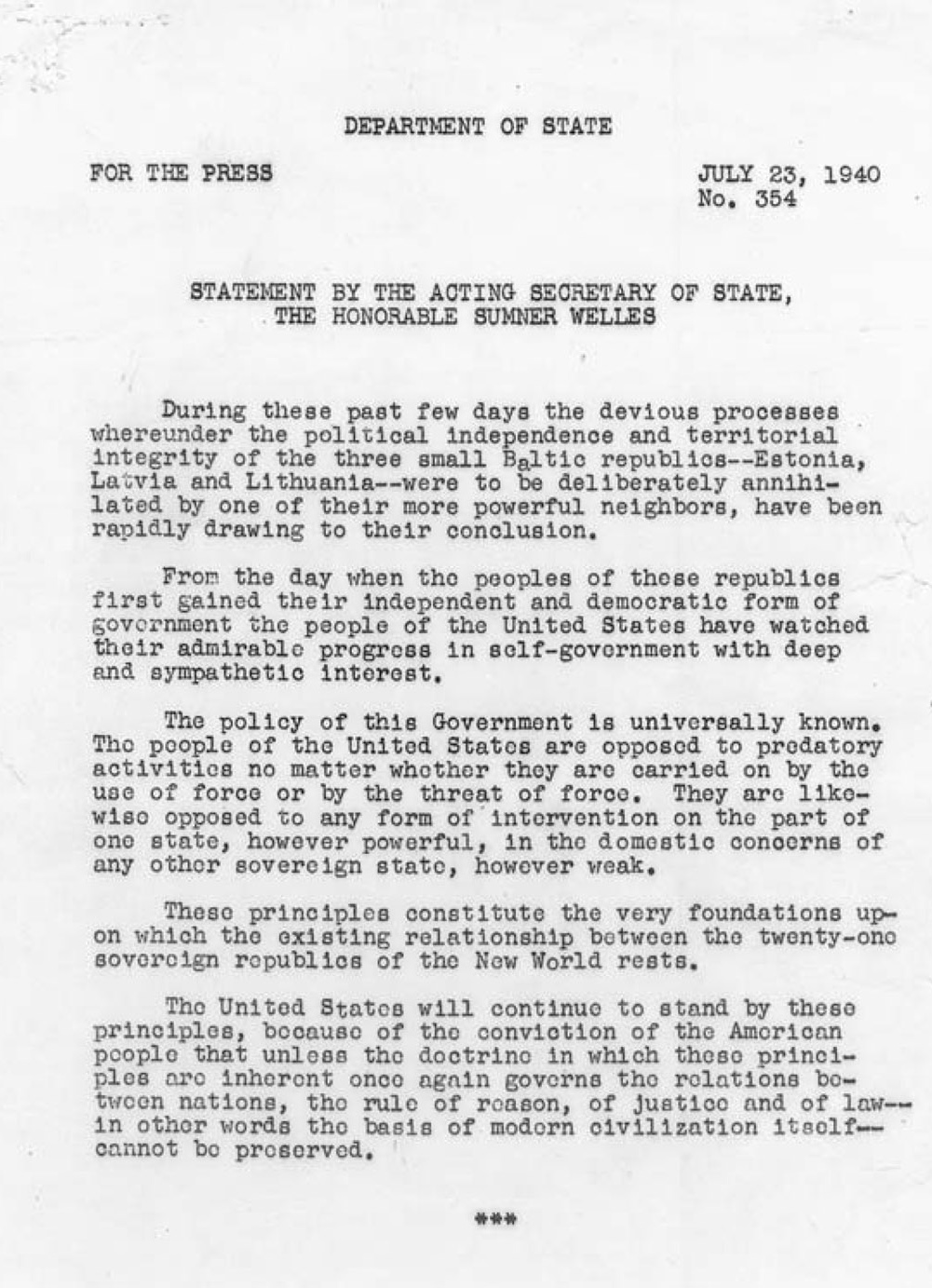
Declaração de Welles, 23 de julho de 1940

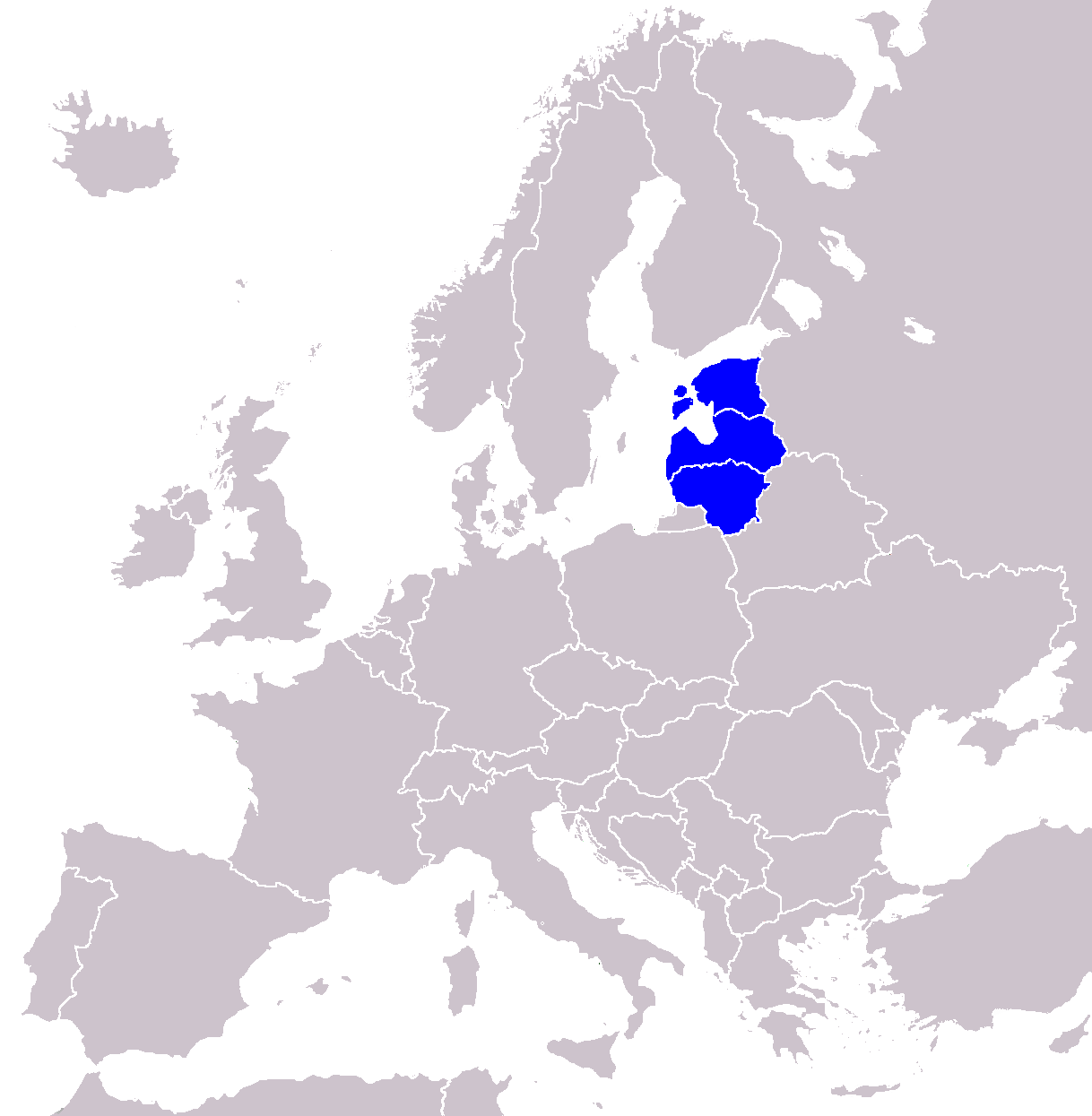
Os estados bálticos hoje

A Declaração de Welles foi uma declaração diplomática emitida em 23 de julho de 1940, por Sumner Welles, o secretário de Estado interino dos Estados Unidos, condenando a ocupação de junho de 1940 pelo exército soviético dos três países bálticos – Estônia, Letônia e Lituânia – e recusando-se a reconhecer diplomaticamente sua posterior anexação à União Soviética. Foi uma aplicação da Doutrina Stimson de 1932 de não reconhecimento de mudanças territoriais internacionais que foram executadas pela força  e foi consistente com a atitude do presidente dos Estados Unidos, Franklin Roosevelt, em relação à expansão territorial violenta. 
A invasão soviética de 1940 foi uma implementação de seu Pacto Nazi-Soviético de 1939, que continha um protocolo secreto pelo qual a Alemanha nazista e a URSS stalinista concordaram em dividir as nações independentes entre si. Após o pacto, os soviéticos se envolveram em uma série de ultimatos e ações que terminaram na anexação dos estados bálticos durante o verão de 1940. A área tinha pouca importância estratégica para os Estados Unidos, mas várias delegações do Departamento de Estado dos EUA estabeleceram relações diplomáticas relacionamentos lá. Os Estados Unidos e o Reino Unido anteciparam o envolvimento futuro na guerra, mas o não intervencionismo dos EUA e uma previsível aliança britânico-soviética dissuadiu o confronto aberto sobre os estados bálticos.
Welles, preocupado com o planejamento da fronteira do pós-guerra, havia sido autorizado por Roosevelt a emitir declarações públicas mais fortes que avaliavam um movimento em direção a mais intervenção. Loy Henderson e outros funcionários do Departamento de Estado familiarizados com a área mantiveram o governo informado sobre os acontecimentos ali, e Henderson, Welles e Roosevelt trabalharam juntos para redigir a declaração.
A declaração estabeleceu um não reconhecimento de cinco décadas da anexação. O documento teve grande importância para a política geral dos EUA em relação à Europa no ano crítico de 1940. Os EUA não envolveram os soviéticos militarmente na região, mas a declaração permitiu que os estados bálticos mantivessem missões diplomáticas independentes e A Ordem Executiva 8484 protegeu os ativos financeiros do Báltico. Sua essência foi apoiada por todos os presidentes americanos subsequentes e resoluções do Congresso.
Os estados bálticos restabeleceram sua independência em 1990 e 91.